# Tour Ferrande
La tour Ferrande, à  Pernes-les-Fontaines, est un édifice carré, haut de trois étages, qui a été daté du XIIe siècle. Sa renommée est liée aux fresques du XIIIe siècle qui ornent son troisième étage. Considérées comme les premières fresques militaires en France[réf. nécessaire], elles illustrent l'investiture par le pape de Charles Ier, comte de Provence, en tant que roi de Sicile, et les combats qu'il mena en Italie du Sud pour y assurer son trône.

## Rôle
L'usage de cette tour, qui fut édifiée sur ordre des Hospitaliers de l'ordre de Saint-Jean de Jérusalem, reste quelque peu problématique. L'absence de toute cheminée fait exclure un rôle d'habitat. Mais la présence de niches au premier et au second étage laisse à penser que cet édifice pourrait avoir servi à entreposer les archives de l'Ordre.

## Architecture
La Tour Ferrande fait l'objet d'un classement au titre des Monuments historiques par la liste de 1862.

## Les fresques intérieures

### Commanditaire des fresques
Pernes ne se situant pas en Provence mais dans le Comtat Venaissin, dont elle fut la capitale avant Carpentras, ces fresques à la gloire de Charles Ier, comte de Provence et roi de Sicile, pourraient sembler incongrues dans cette ville. Sauf à considérer que le commanditaire fut très certainement un témoin oculaire qui accompagna en Italie le frère cadet de Louis IX pour se tailler un royaume. Il y eut effectivement maints nobles provençaux qui firent le voyage vers Naples. On retrouve d'ailleurs, au second étage, le blason de la maison des Baux. Il s'agirait donc d'un membre de cette famille, chevalier dans l'ordre de Saint-Jean de Jérusalem, qui aurait été à l'origine de cette réalisation.

### Fresque de l'investiture de CharlesIerpar Clément IV
Charles d'Anjou, comte de Provence, est représenté devant le pape Clément IV. Celui-ci, coiffé de sa tiare et tenant, posée sur l'épaule droite, une énorme clef de saint Pierre, présente au nouveau roi de Sicile (Trinacrie, Sicile insulaire, et Royaume de Naples, Sicile continentale) la bulle de son investiture. Charles la reçoit, à genoux, revêtu d'une robe blanche à fleurs de lys, et coiffé de la couronne royale. Cette scène est légendée par cette inscription: CLEMENS PP. IIII - KAROLVS PRIM(V)S REX (SIC)ILIE.

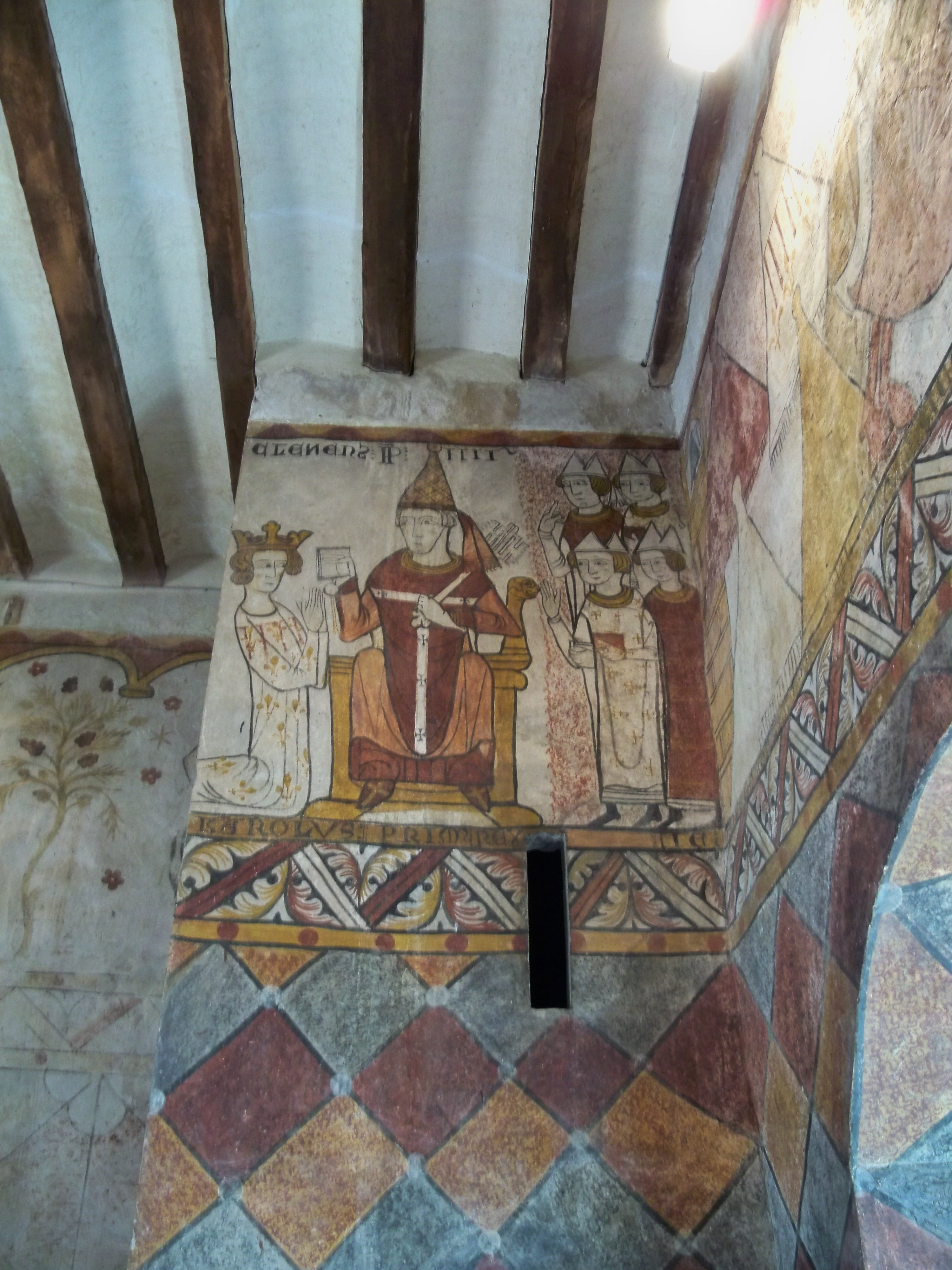
In situ: investiture de Charles d'Anjou, comte de Provence par Clément IV
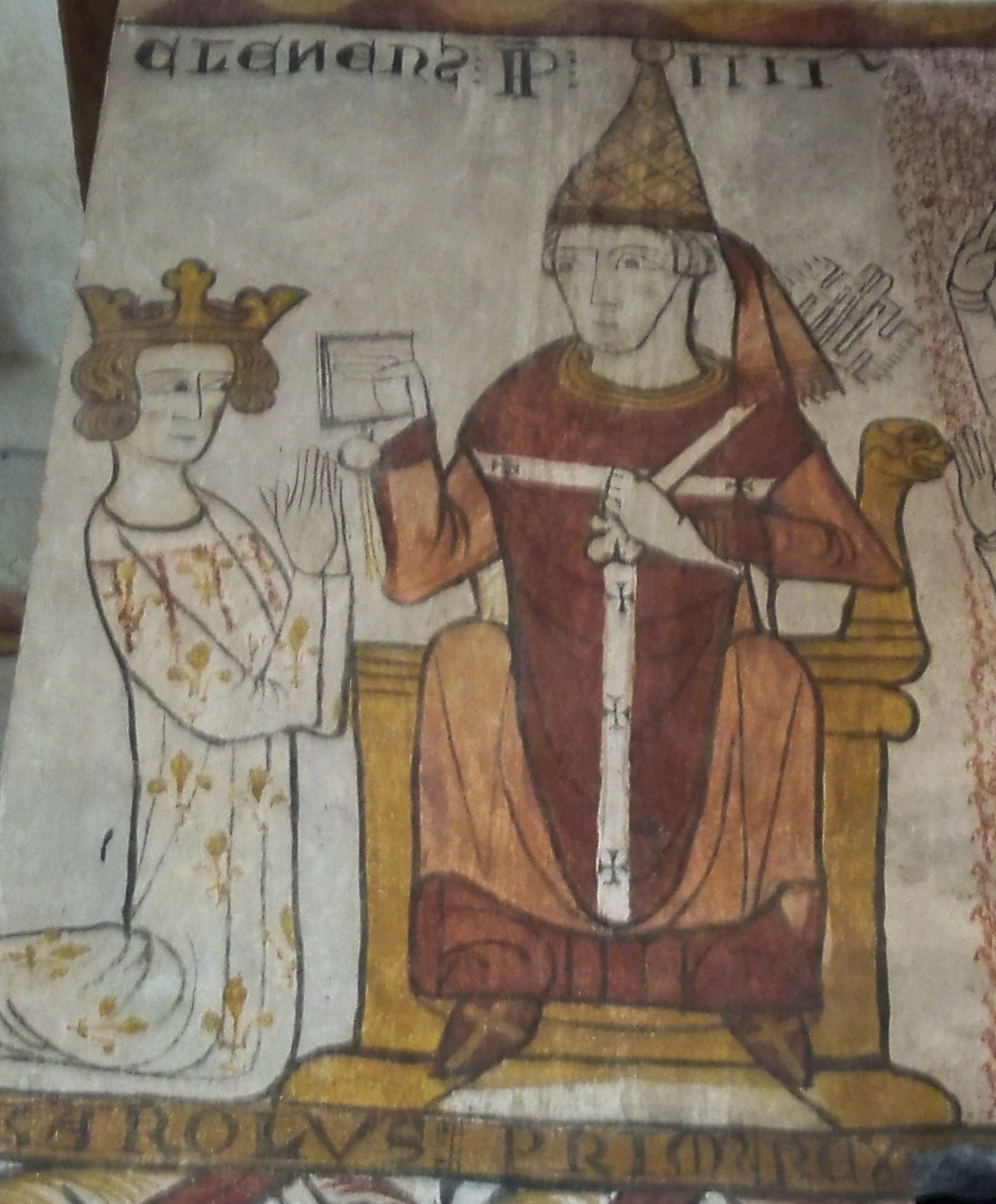
Détail: Charles Ier et Clément IV
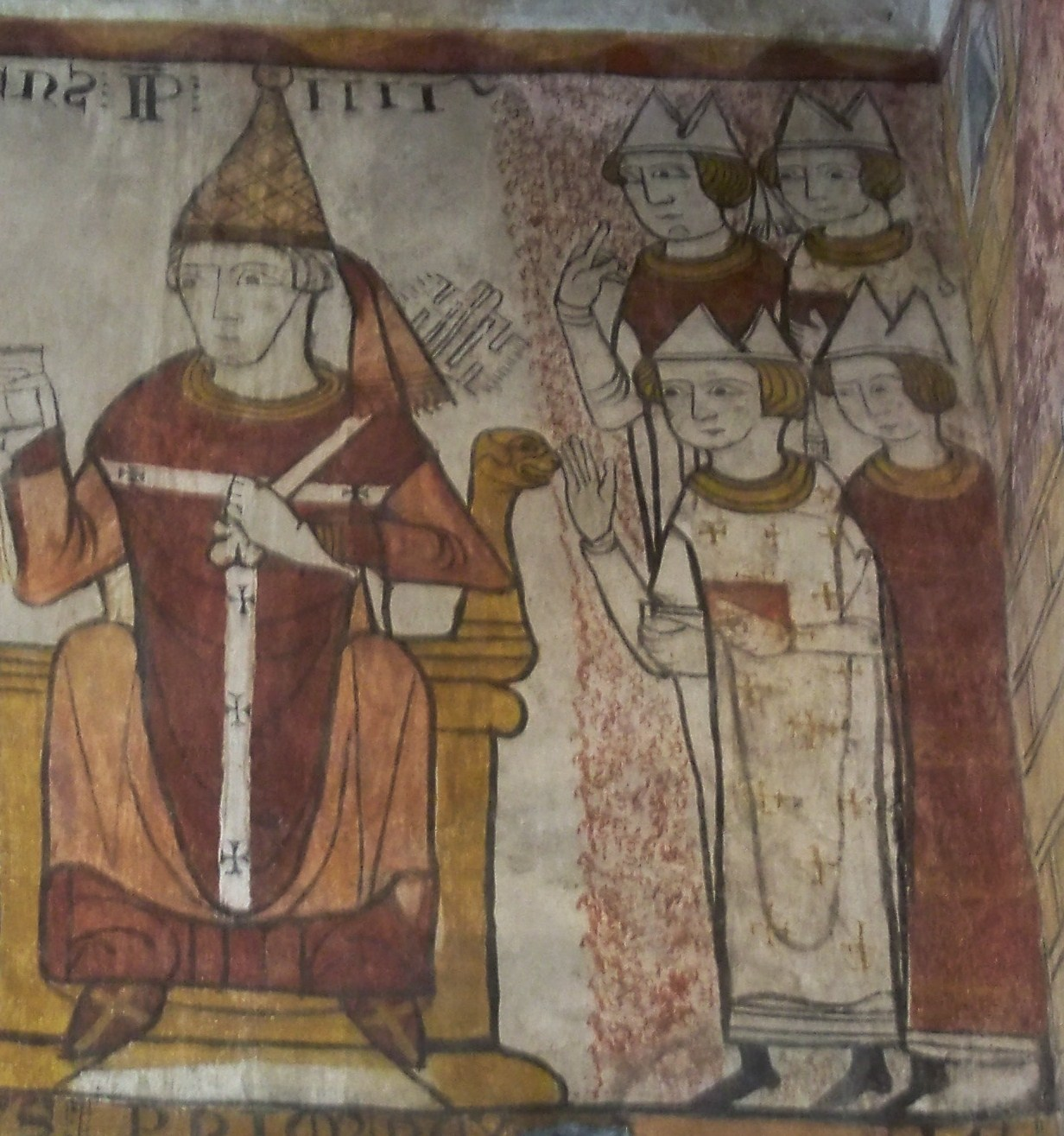
Détail: Clément IV et sa Cour pontificale

### Fresque du camp de CharlesIer
Charles, investi du royaume et devenu le « bras vengeur » du pape qui veut expulser les Germaniques de la péninsule italienne, s'installe aux portes de Naples. C'est son camp, reconnaissable à la tente blanche fleurdelisée du roi, qui est représentée par le peintre, témoin direct de cette « croisade ».  

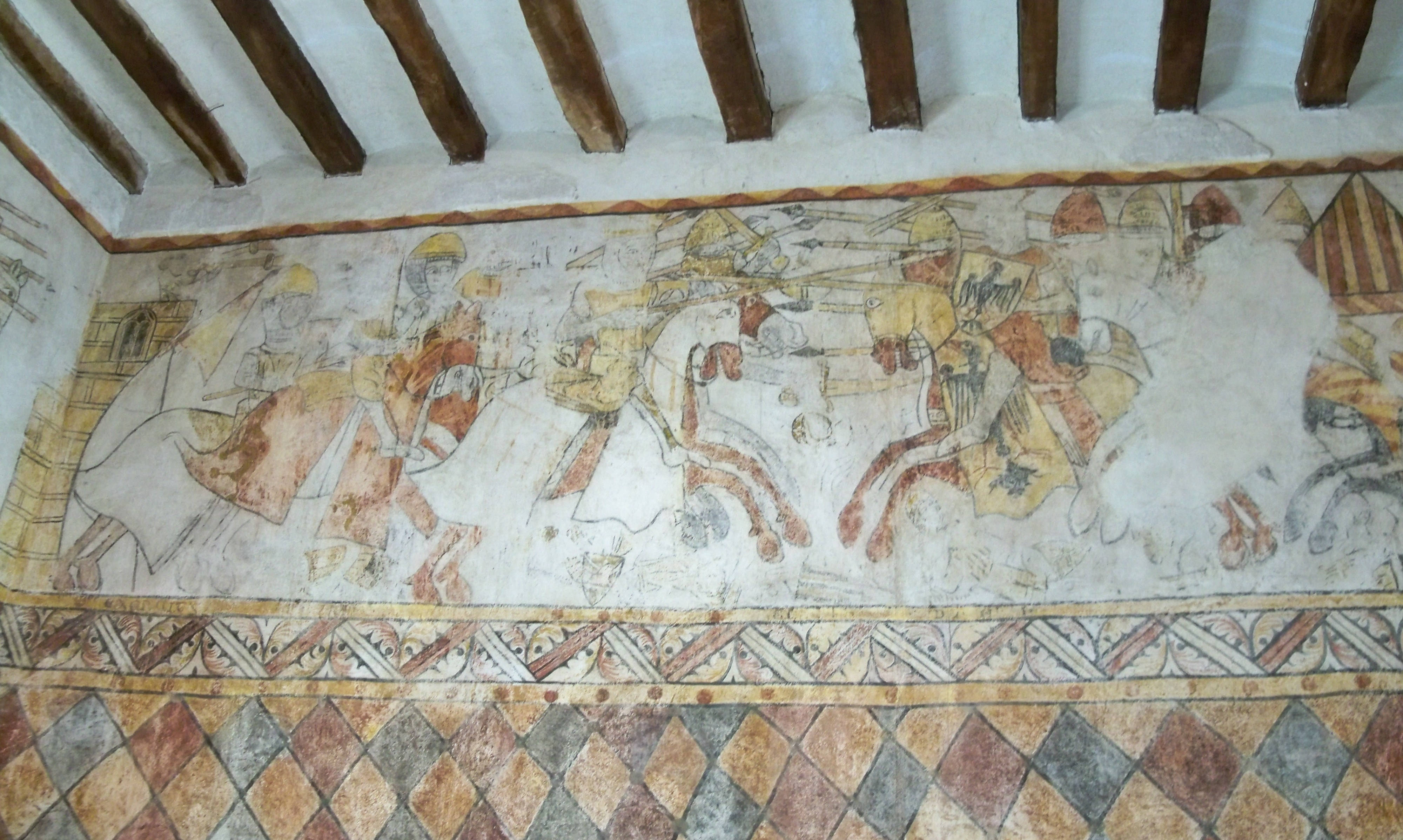
Affrontement des deux armées

### Fresque de l'affrontement des deux prétendants
Cette scène représente l'affrontement qui se déroula le 26 février 1266, à  Bénévent ,  près de Naples, entre les troupes françaises et provençales de Charles 1er et l'armée impériale commandée par Manfred qui prétendait au trône de Sicile. Les deux clans se distinguent grâce à leurs écus, d'un côté les fleurs de lys, de l'autre l'aigle impériale.

### Fresque de la mort de Manfred

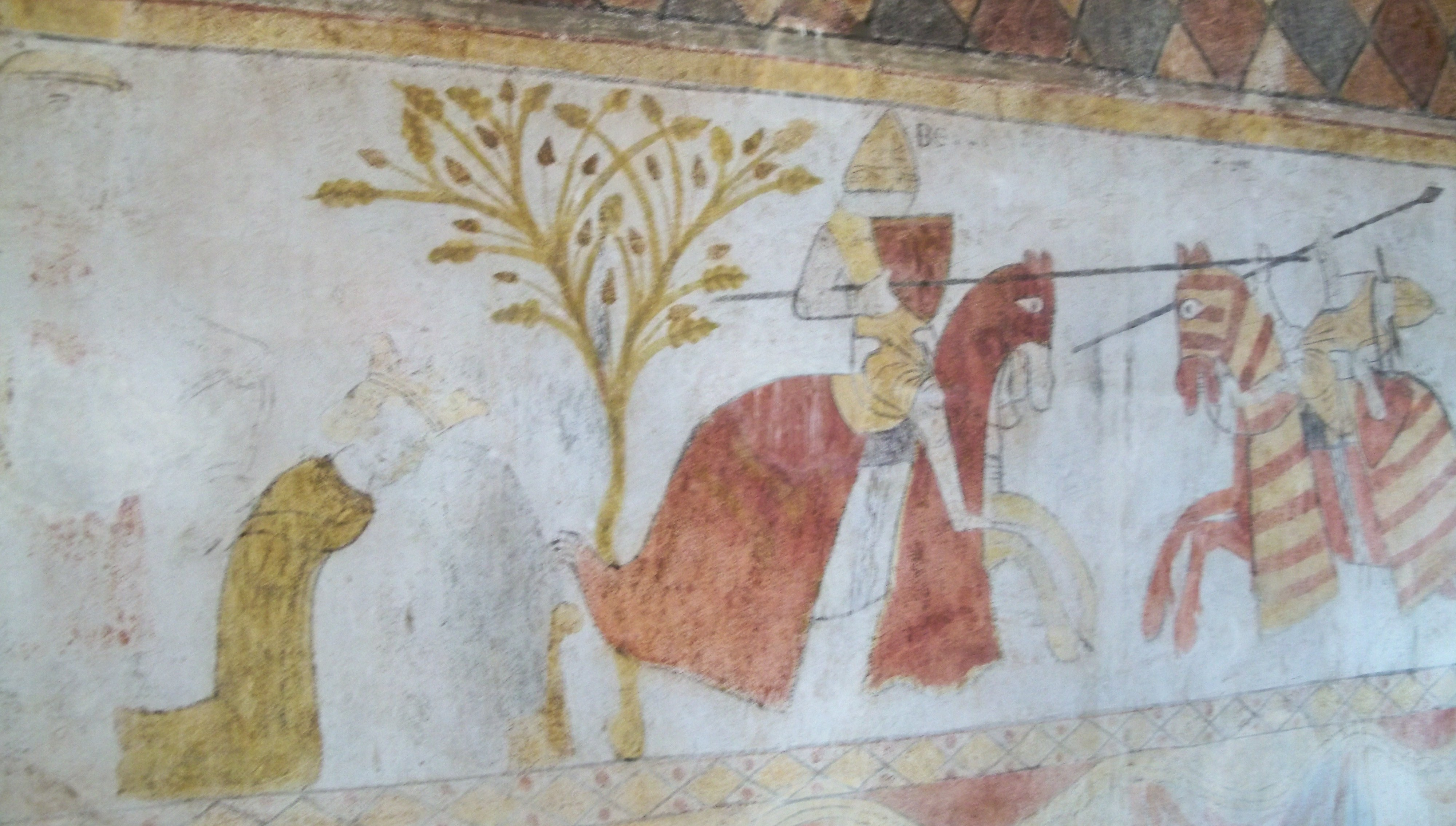
Mort de Manfred et décapitation de Conradin

Au cours du combat du 26 février, selon les lois de la chevalerie, plusieurs duels eurent lieu entre nobles français et nobles germaniques. Lors d'un combat singulier, entre Manfred et un chevalier français, le prétendant eut la gorge transpercée par la lance de son adversaire. Le choc fut si violent que celle-ci se brisa.

### Fresque de Manfred trainé mort devant CharlesIer
À la lumière d'une torche, le cadavre à demi nu de Manfred ligoté de cordes est traîné devant Charles, roi de Sicile, qui siège sur son trône.

### Fresque de la décapitation de Conradin
Un nouveau prétendant germanique étant arrivé à la tête d'une forte armée en Italie, où il reçut un accueil triomphal, se dirigea vers Rome. Il s'agissait de Conradin, le petit-fils de l'empereur Frédéric, âgé de quatorze ans. Clément IV en appela à Charles qui le vainquit, le fit prisonnier puis décapiter. La fresque représente cette dernière scène au moment où l'enfant à genoux se confesse devant le roi siégeant sur son trône et que le bourreau armé de son épée s'apprête à exécuter la sentence.  

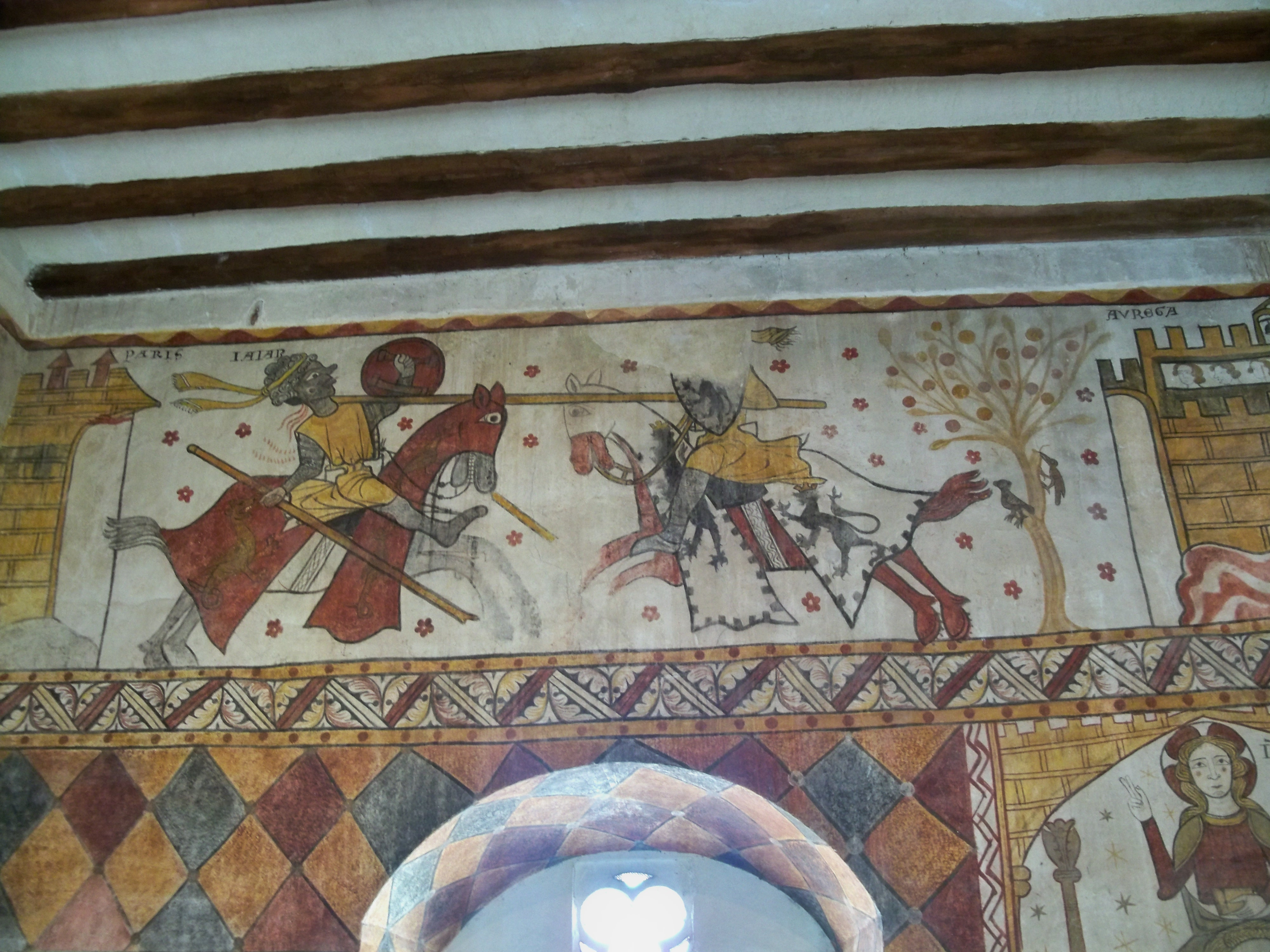
Guillaume d'Orange vainc le géant Isoré

### Fresque de Guillaume d'Orange défiant le géant Isoré
Sur la paroi située à l'ouest est représentée Guillaume au cornet, prince d'Orange, et héros de maintes chansons de geste dont le Moniage Guillaume et Garin de Monglane, Il sort à cheval de sa bonne ville d'Orange, identifiée à la fois par la légende AVREGA et par un oranger en fleurs, et se dirige vers Paris pour défier un géant sarrasin (indiqué IAIAN) qui n'est autre qu'Isoré.  Il le terrassa et l'occit. Le redoutable guerrier, qui est représenté sur la fresque « noir, frisé et enturbanné », fut inhumé sur place. La rue de la Tombe-Issoire garde mémoire de ce haut fait d'armes. Cette tombe, située à l'intersection de cette rue, de la rue Dareau et de l'avenue du Parc-de-Montsouris, était encore visible au XIIIe siècle.

### Fresque de saint Christophe
La porte est surmontée d'une fresque représentant saint Christophe portant le Christ sur ses épaules. Ils sont tous deux revêtus de mantels à encolure circulaire typique du XIIIe siècle. L'inscription qui est notée sur cette fresque a pu être déchiffrée par comparaison avec d'autres moins hermétiques. Elle explique « Je suis assis au cou de Christophe, moi qui porte les péchés / Quiconque regarde l'image de saint Christophe / n'est atteint, c'est un fait, le même jour, d'aucune maladie ».

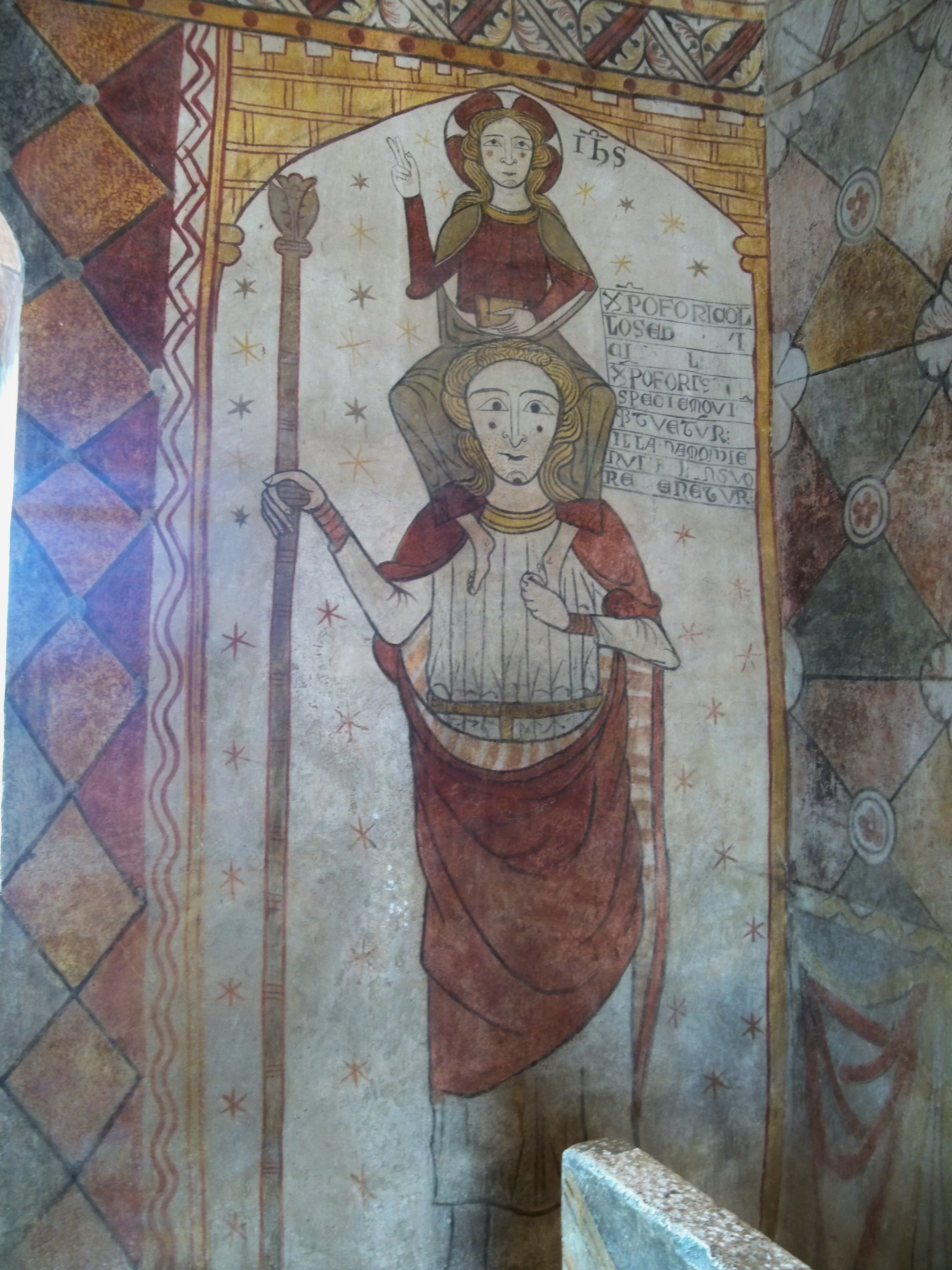
Saint Christophe portant le Christ sur ses épaules

### Autres fresques
Deux autres fresques sont à signaler. La première montre un noble qui conte fleurette à une gente dame. La seconde, dans l'escalier, représente Marie portant sur ses genoux l'enfant Jésus dont le chef est ceint de la même couronne que porte Charles Ier.

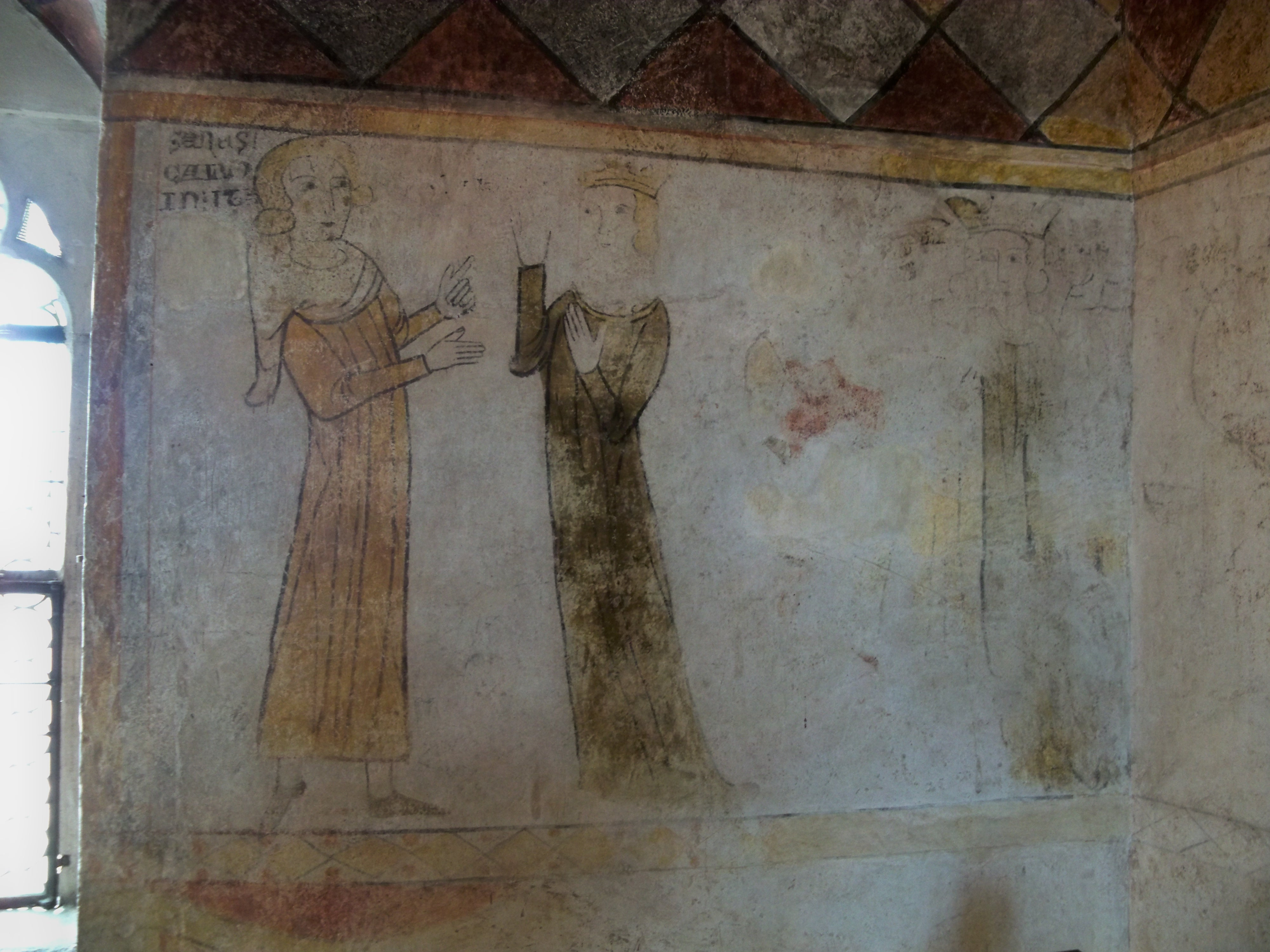
Cour d'amour
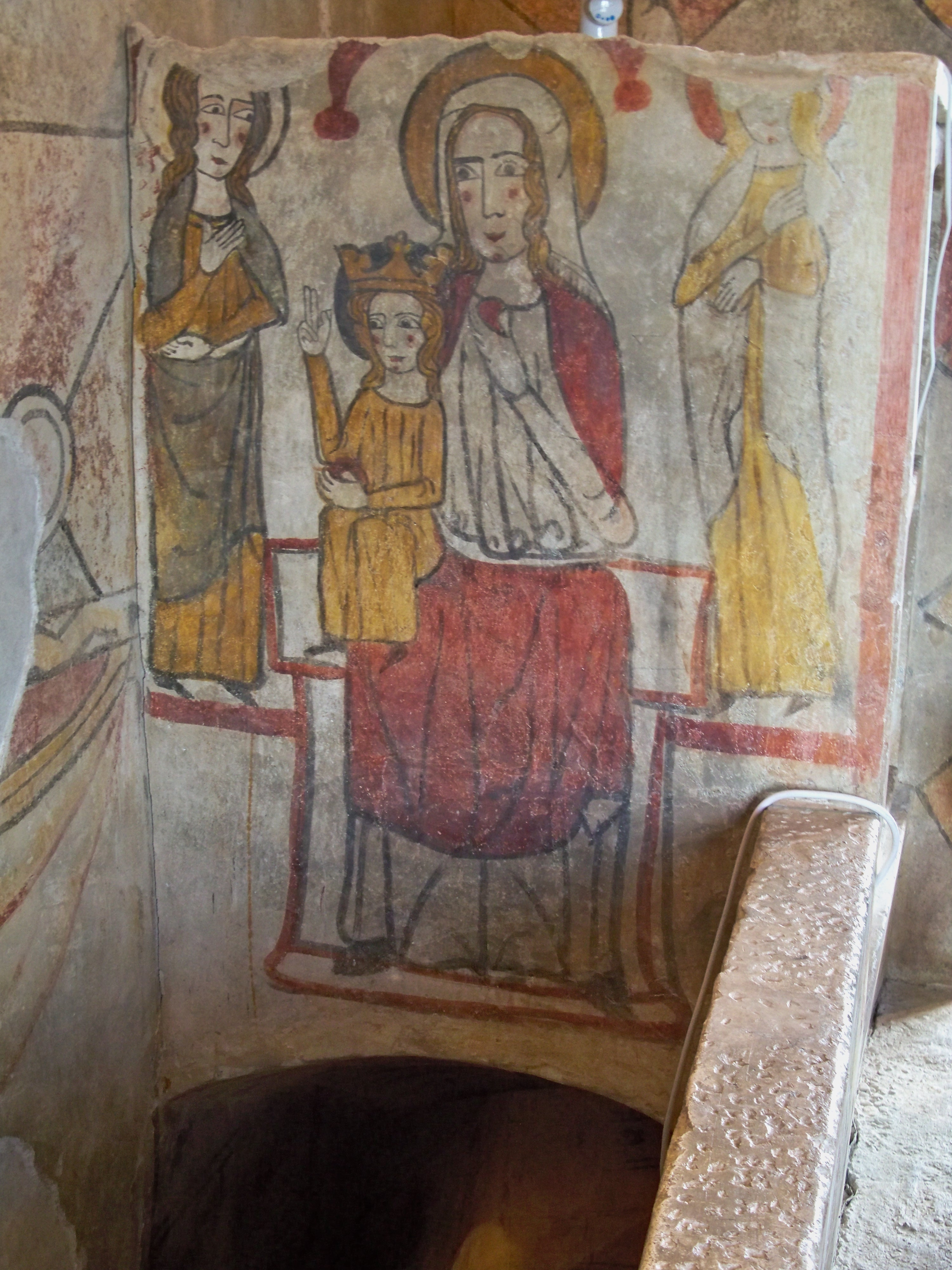
Vierge à l'enfant couronné